# Panther Diesel
Panther Diesel S.p.A. war ein italienischer Hersteller von Automobilen.

## Unternehmensgeschichte
Das Unternehmen aus Mailand begann 1954 mit der Produktion von Automobilen. Der Markenname lautete Panther. 1957 endete die Produktion.

## Fahrzeuge
Das erste Modell war der 400 D. Dies war ein zweisitziger Kleinwagen mit Frontantrieb. Ungewöhnlich waren die Karosserie aus Kunststoff von der Carrozzeria Colli und der verwendete Motor. Es handelte sich um einen gebläsegekühlten Zweizylinder-Dieselmotor von Moto Rumi mit 520 cm³ Hubraum, der 12 PS leistete. Die bauartbedingte Höchstgeschwindigkeit war mit 80 km/h angegeben. Dieses Modell wurde in wenigen Exemplaren bis Anfang 1957 produziert.
Ab 1957 gab es das Modell 400 B, vorgestellt auf dem Genfer Auto-Salon von 1957. Hier sorgte ein Ottomotor (Zweizylinder-Viertaktmotor) mit 480 cm³ Hubraum und 18 PS für den Antrieb. Die Karosserie, nun von Zagato entworfen, war etwas verändert worden und bot vier Personen Platz.

## Lizenzen
Salmson, die Industria Sanmarinese Costruzione Automezzi (I.S.C.A.) aus San Marino sowie zwei Unternehmen aus Argentinien und Belgien planten, Lizenzen zu übernehmen, doch daraus wurde nichts.